# 普法尔茨地区兰道附近黑克斯海姆
普法尔茨地区兰道附近黑克斯海姆（德語：Herxheim bei Landau/Pfalz），简称黑克斯海姆（德語：Herxheim，發音：[ˈhɛʁksˌhaɪm]），是德国莱茵兰-普法尔茨州南魏恩施特拉瑟县的市镇，面积29.13平方千米，人口为人。